# Prosevania annulipes
Prosevania annulipes är en stekelart som först beskrevs av William Harris Ashmead 1905.  Prosevania annulipes ingår i släktet Prosevania och familjen hungersteklar. Inga underarter finns listade i Catalogue of Life.